# Ernst Strachwitz
Ernst hrabě Strachwitz (22. prosince 1919 – 13. července 1998 Vídeň) byl rakouský politik a konzervativní publicista.

## Život
Strachwitz studoval Akademické gymnázium ve Štýrském Hradci. Po Anschlussu Rakouska byl zatčen a po propuštění se účastnil II. světové války jako důstojník. Od rekruta se postupně propracoval do hodnosti majora a velel bojové skupině. V roce 1944 byl vyznamenám rytířským křížem železného kříže. Po skončení války studoval práva na univerzitě ve Štýrském Hradci. Po skončení politické kariéry působil jako advokát. Vedle advokátní činnosti působil jako publicista a založil časopis „Neue Ordnung“.
Strachwitz byl zakládajícím prezidentem Oesterreichischer Alpenverein ve Štýrsku.

### Politická kariéra
Strachwitz založil v rámci ÖVP "Junge Front" a zde se snažil odbourat staré rozpory a sjednotit vracející se frontové vojáky s odpůrci nacismu. V roce 1949 byl zvolen do rakouské Národní rady.

### Rodina
Jeho otec byl Norbert Strachwitz (1893–1968), který se zabýval zemědělstvím a s manželkou měl čtyři děti, kde jedním z dětí byl i Ernst Strachwitz.